# Kanton Digne-les-Bains-2
Digne-les-Bains-2 is een kanton van het Franse departement Alpes-de-Haute-Provence.  Het kanton maakt deel uit van het arrondissement Digne-les-Bains.
Het kanton telde 12.595 inwoners op 1 januari 2022.
Het kanton werd gevormd ingevolge het decreet van 24 februari 2014 met uitwerking op 22 maart 2015.

## Gemeenten
Het kanton omvat volgende  gemeenten:
- Aiglun
- Barras
- Champtercier
- Digne-les-Bains  (hoofdplaats)  (zuidelijk deel)
- Malijai
- Mallemoisson
- Mirabeau